# Twist and Shout (album)
Twist and Shout è il secondo album in studio della band The Beatles pubblicato in Canada dalla Capitol Records il 3 febbraio 1964 esclusivamente in mono. È composto principalmente da brani tratti dal LP Please Please Me, rilasciato in Gran Bretagna l'anno precedente.

## Storia
Come il precedente album Beatlemania! With the Beatles, primo disco canadese dei Beatles simile alla versione originale inglese, è una riedizione modificata di Please Please Me, pubblicato l'anno precedente.
Il disco venne prodotto da Paul White, responsabile del dipartimento dei nuovi artisti alla Capitol Canada di Toronto, questo disco utilizza la foto di copertina dell'EP Twist and Shout scattata dalla fotografa Fiona Adams a Londra, e mette in risalto il brano She Loves You, che aveva già raggiunto la vetta della classifica CHUM a Toronto nel dicembre del 1963.
Sul retro è presente un testo promozionale sulla band e una breve biografia dei quattro membri sotto una foto firmata da Dezo Hoffmann. Per un periodo limitato, una foto della band, scattata dallo stesso fotografo, è stata offerta come omaggio con l'acquisto del disco. A differenza degli album americani, il mix dei brani è identico alle edizioni inglesi.

## Tracce

### Lato A
1. Anna (Go to Him) – 3:00 (Arthur Alexander)
2. Chains – 2:25 (Gerry Goffin, Carole King)
3. Boys – 2:28 (Luther Dixon, Wes Farrell)
4. Ask Me Why – 2:28 (Lennon-McCartney)
5. Please Please Me – 2:00 (Lennon-McCartney)
6. Love Me Do – 2:22 (Lennon-McCartney)
7. From Me to You – 1:56 (Lennon-McCartney)

Durata totale: 16:39

### Lato B
1. P.S. I Love You – 2:06 (Lennon-McCartney)
2. Baby It's You – 2:40 (Burt Bacharach, Mack David, Luther Dixon)
3. Do You Want to Know a Secret – 1:59 (Lennon-McCartney)
4. A Taste of Honey – 2:05 (Ric Marlow, Bobby Scott)
5. There's a Place – 1:53 (Lennon-McCartney)
6. Twist and Shout – 2:33 (Phil Medley, Bert Berns)
7. She Loves You – 2:19 (Lennon-McCartney)

Durata totale: 15:35

## Differenze conPlease Please Me
- I Saw Her Standing There e Misery non sono incluse in Twist and Shout. Sono però inserite nell'album successivo, The Beatles' Long Tall Sally.
- In Twist and Shout sono incluse From Me to You e She Loves You, rilasciati in Gran Bretagna come singoli.
- La copertina canadese è molto differente rispetto a quella britannica.